# Adelaida de Tours
Adelaida de Tours o Adelais de Alsacia (ca. 820 - ca. 866) fue una de las hijas de Hugo de Tours y su esposa Ava. Su nombre figura como Adelais o Aelis, y tiende a confundirse con Adelaide, una de las hijas del rey Luis I de Francia, nacida en 799.
Adelaida fue objeto de elogios de admiración por su destacada posición y belleza, como del monje Erico de Auxerre que la describió como «gloriosa de los títulos de un ilustre nacimiento, tenía una dignidad muy majestuosa que no era inferior al resplandor de su raza».
Adelaida fue dada en matrimonio al conde Conrado I de Borgoña, hermano mayor de la emperatriz Judith de Baviera, la segunda esposa del rey Luis I de Francia, teniendo por hijo a Hugo el Abad. También se le atribuye ser madre de Conrado II, duque de Borgoña, y de Güelfo I, como reza una leyenda de la posterior rama de Suabia de la casa de Welf.
A la muerte de Conrado, Adelaida fue esposa de Roberto el Fuerte, con quien tuvo por hijos a Eudes de Francia y Roberto I de Francia.
El nieto de Roberto fue Hugo Capeto, el primer rey de la dinastía de los Capetos.